# David Desola
David Desola Mediavilla (Barcelona, 10 de agosto de 1971) es un escritor, dramaturgo y guionista de cine y televisión español. 
Sus textos se encuentran casi siempre en la estrecha franja que separa la comedia de la tragedia.
Su estilo, para muchos críticos, tiene reminiscencias kafkianas, del teatro del absurdo y del realismo mágico latinoamericano. Se ha comparado su teatro con alguna obra de Ionesco, de Samuel Beckett, de Dario Fo o de Jardiel Poncela.
Muchas de sus obras teatrales han sido traducidas a varios idiomas, entre ellos el inglés, el alemán o el polaco y representadas en escenarios de distintos países latinoamericanos y europeos. En el cine ha recibido importantes premios como guionista.

## Biografía
David Desola nació en Barcelona en 1971. Desde niño se sintió fuertemente atraído por la literatura y el cine lo que le llevó, en sus comienzos, a colaborar como crítico cinematográfico en la revista balear Temps Moderns. Cursó  estudios de cine en Barcelona realizando, al finalizar,  sus primeros cortometrajes, varios de los cuales recibieron diversos premios en festivales nacionales.
Se dio a conocer en el mundo teatral en 1999, tras ganar el Premio Marqués de Bradomín con su primera obra, Baldosas. En 2002 ganó el Premio Hermanos Machado con su obra Estamos, estamos (posteriormente titulada Almacenados), que hizo gira en toda España teniendo como protagonista al actor José Sacristán. En 2006 estrenó Siglo XX que estás en los cielos, dirigida por Blanca Portillo. 
En el 2007 se consagró como autor al conseguir el Premio Lope de Vega con su obra La charca inútil, que fue dirigida por Roberto Cerdà.
Como guionista, su primer largometraje, En el último trago, obtuvo el Premio del Público en la sección Punto de Encuentro de la LIX Semana Internacional de Cine de Valladolid (SEMINCI). Asimismo fue galardonada con el Premio de la Audiencia al Mejor Largometraje Mexicano en el Festival Internacional de Cine de Monterrey.
Por su segundo largometraje, Almacenados, la Academia Mexicana de Artes y Ciencias Cinematográficas  (AMACC) le otorgó, en 2017, el Premio Ariel al mejor Guion Adaptado, honor que comparte con Luis Buñuel y Luis Alcoriza, quienes recibieron en 1951 el mismo galardón por su película Los olvidados.
En 2019 la película El Hoyo  (The platform), de la que es autor de la idea original y coguionista, obtiene el premio del público en la sección Midnightt Madness del Festival Internacional de Cine de Toronto. En la 52 edición del Festival de Cine Fantástico de Sitges, en 2019, ha conseguido  cuatro galardones, entre ellos el premio a la Mejor Película. En la edición de los premios Goya 2020, estuvo nominada a mejor guion original, mejor dirección novel y mejores efectos especiales, consiguiendo el premio en este último apartado.

## Obras de teatro
Obras estrenadas:
- Baldosas, premio Marqués de Bradomín 1999 (2000).
- Ecos y Silencios (2002), coautor.
- Monolocos y otros monólogos (2002), coautor.
- Assassines (2002), coautor.
- Almacenados, premio Hermanos Machado 2003 (1994).
- Siglo XX que estás en los cielos (2006).
- El enemigo de la clase (2007), adaptación libre de la obra Working class de Nigel Williams
- La charca inútil, Premio Lope de Vega 2008 (2009).
- Amor platoúnico (2009).
- Torero, las tres últimas suertes de Antonio el macareno (2010), coautor con Arturo Ruiz.
- Dr. Faustus (2012), adaptación libre de la obra de Christopher Marlowe.
- El puto peón negro chueco (2012).
- No se elige ser un héroe (2013).
- La nieta del dictador (2013).
- El bien más preciado (Hatshepsut) (2017).

David Desola debuta como dramaturgo en el año 2000, cuando su obra Baldosas se estrena en el Círculo de Bellas Artes de Madrid, dirigida por Jesús Cracio. Esta obra había sido ganadora del certamen Marqués de Bradomín 1999. En ella se habla, en tono de tragicomedia, del problema de la vivienda en España. De ella Haro Tecglen, en el diario el País, dijo: "la situación podría ser de Dario Fo, o de Jardiel Poncela. Seguramente cuando el nuevo autor vea pasar los años hará las comedias como ellos. Quién sabe si mejores.". Baldosas ha sido estrenada en España, México, Costa Rica y Estados Unidos.
Posteriormente puso en escena algunas obras como coautor: Ecos y silencios en la Casa de América de Madrid, Monolocos y otros monólogos en el teatro Clunia de Burgos o Assassines en el teatro Tarantana de Barcelona. 
Obtiene uno de sus grandes éxitos en el año 2004, con el estreno de Almacenados en el teatro Palacio Valdés de Avilés, dirigida por Juan José Afonso e interpretada por José Sacristán y Carlos Santos. La obra, según la crítica, tiene reminiscencias kafkianas, recuerda a Esperando a Godot de Samuel Beckett, a los guiones de Rafael Azcona y tiene un punto del teatro de Arniches.
Almacenados, que inicialmente se llamó Estamos, estamos, fue galardonada con el premio Hermanos Machado del Ayuntamiento de Sevilla, y ha sido estrenada, además de en España, en México, Costa Rica, Uruguay, Perú, Suiza y Polonia.
En 2006 estrena en el Teatro Español de Madrid Siglo XX que estás en los cielos, dirigida por Blanca Portillo. Una obra en la que dos personajes de diferentes generaciones se encuentran y rememoran dos etapas de nuestra historia en la que demasiados jóvenes perdieron la vida en una guerra no iniciada por ellos. Es palpable en esta obra la inspiración de Homenaje a Cataluña de George Orwell. Traducida al inglés, ha sido llevado a la escena en Reino Unido, además de en México y en España.
En 2007 realiza una adaptación de la obra de Nigel Wiliams Class enemy, que fue estrenada en el Teatro Palacio Valdés y dirigida por Marta Angelat, bajo el título El enemigo de la clase.
En el año 2008 el Ayuntamiento de Madrid le concede el Premio Lope de Vega de teatro por su obra La charca inútil' estrenada de nuevo en el teatro Español de Madrid y dirigida por Roberto Cerdá. Esta es quizás su obra mas simbólica, en la que narra la historia de dos personajes que se encuentran para intentar asumir su tragedia: Oscar, un profesor a quien han agredido y que no puede ejercer desde entonces, e Irene, una mujer que le contrata para que dé clases a su hijo muerto. Ha sido representada en España, México, Costa Rica, Uruguay, Argentina, Portugal y Grecia. En los países iberoamericanos esta obra se ha titulado "el charco inútil". En el año 2018 la Asociación de Críticos Teatrales del Uruguay1 concedió a esta obra el premio Florencio de teatro en su categoría "Escena iberoamericana".
Amor platoúnico se presentó en el Teatro Palacio Valdés de Avilés, en marzo de 2009, bajo la dirección de Chusa Martín. En esta obra se revisan las relaciones de pareja, cuando estas se diluyen hasta que sus protagonistas se convierten en invisibles el uno para el otro. Según la crítica, "«Amor platoúnico» bebe a tragos de la fuente de «La cantante calva», de Eugène Ionesco". Posteriormente esta obra fue realizada en Costa Rica.
En la Feria de Teatro de Castilla y León (Ciudad Rodrigo), en 2010, se presentó Torero, las tres últimas suertes de Antonio el macareno, escrita en coautoría con Arturo Ruíz y dirigida por Esteve Ferrer. Se trata de una comedia, o más bien, "un sainete de costumbres españolas, que refleja un retrato caricaturesco de la condición humana de nuestro tiempo".
En 2012 estrena en los Teatros del Canal de Madrid una adaptación libre del clásico de Christopher Marlowe, Dr. Faustus, dirigida por Simon Breden,  señalada por la crítica como "una adaptación moderna de la obra de Fausto en la que una buena escenografía y un buen trabajo actoral hacen que Fausto sea mucho más llevadero y veamos reflejada la situación social actual en la obra".
En ese mismo año y en el teatro Juan Ruiz de Alarcón, en México DF, se pone en escena El puto peón negro chueco,  un monólogo dirigido por Fernando Bonilla.
Al año siguiente, en 2013, Roberto Cerdá pone en escena dos nuevas obras suyas: No se elige ser un héroe, estrenada en el Teatro Valdés de Avilés, y La nieta del dictador, en la sala Kubik Fabrik.
No se elige ser un héroe se ha llevado a escena en España, México, Costa Rica, Uruguay, Brasil y la nieta del dictador ha pasado por teatros de España, México, Costa Rica y USA.
En 2017, en el teatro ELKAFKA de la ciudad de Buenos Aires, se estrenó El bien más preciado (Hatshepsut), dirigida por Carolina Calema.

## Obra cinematográfica
En sus comienzos trabajó  en distintas series de televisión, ha impartido numerosos talleres de guion cinematográfico y dramaturgia y es argumentista y guionista de los cortometrajes: Siete (2004), Baldosas (2002), Lucio en el estado del bienestar (1999), Maldito corasón (1998) y La duda del rey negro (1997).
En 2005 se presenta su primer largometraje, Working Class, dirigido por Xavier Berraondo del que es argumentista.
Como guionista ha estrenado dos largometrajes dirigidos ambos por Jack Zagha, En el último trago y Almacenados (adaptación de la obra de teatro). Ambas películas han recibido multitud de premios en festivales mexicanos e internacionales, incluido el Premio Ariel 2017 al mejor guion adaptado por Almacenados.
En 2019 el largometraje  El hoyo  dirigido por Galder Gaztelu-Urrutia e interpretado por Antonia San Juan e Ivan Massagué se estrena en el Festival Internacional de cine de Toronto, donde obtiene el  Premio del Público de la sección Midnight Madness.En el Festival de Cine Fantástico de Sitges celebrado en 2019 esta película ha recibido cuatro premios: el premio a la mejor película, el premio del público, el premio al mejor director revelación y el de mejores efectos especiales. Ha sido nominada a mejor guion original en la edición de los premios Gaudi 2020 (3 nominaciones), premios Feroz 2020 (5 nominaciones)  y Premios Goya 2020 (3 nominaciones, consiguiendo el premio a mejores efectos especiales).
En 2020 se estrena en Netflix la película  El practicante, de la que es coguionista.
En este año también finaliza la producción del corto  Lunas de Marte, del que es guionista y director.
En la Semana de cine fantástico y de terror de San Sebastián de 2024 y fuera de concurso en el Festival internacional de cine de San Sebastián de 2024 se presentó El hoyo 2, compartiendo créditos de guion con Pedro Rivero, Garlder Gaztelu-Urrutia y Egoitz Moreno. Su estreno internacional tendrá lugar el 4 de noviembre de 2024 en Netflix.
El 6 de noviembre de 2024 también se estrena en el Festival de cine fantástico de Sitges, el largometraje  Rich flu, del que es autor de la idea original, desarrollada posteriormente por Pedro Rivero y Galder Gaztelu-Urrutia.
A comienzos de  2025 dirigirá su primer largometraje, El padre de todos nosotros, con guion propio y basado en su obra No se elige ser un héroe. Estará protagonizado por Ingrid Rubio, Eric Francés y Laia Manzanares, entre otros. La producción corre a cargo de  Vivir rodando, La Moyano Films y Basque Films. 

## Premios
| Año  | Obra                           | Premio recibido                                                                                      |
| ---- | ------------------------------ | --- |
| 1999 | Baldosas                       | Marqués de Bradomín de teatro                                                                        |
| 2002 | Estamos, estamos (Almacenados) | Hermanos Machado de teatro                                                                           |
| 2007 | La charca inútil               | Lope de Vega de teatro                                                                               |
| 2015 | En el último trago             | Pantalla de Cristal a mejor guion de cine                                                            |
| 2016 | La contención                  | Primer premio en el concurso de reescritura de largometraje de terror y subgéneros “Fernando Méndez” |
| 2016 | A useless puddle               | Finalista en el Concurso Nacional de Guion de Guanajuato (México)                                    |
| 2017 | Almacenados                    | Premio Ariel a Mejor Guion Adaptado                                                                  |
| 2018 | El charco inútil               | Premio Florencio Sánchez de teatro en la categoría "Escena iberoamericana"                           |
| 2020 | Lunas de Marte                 | Mención especial del jurado en el Festival internacional de cine en Guadalajara                      |

Entre los años 1996 y 2004, recibió numerosos premios en distintos festivales nacionales e internacionales por los cortometrajes: "Maldito corazón”, “Lucio en el estado del bienestar”, “Baldosas” y “Siete”.

## Proyectos actuales
Distintas obras suyas se están preparando actualmente en España, México, Uruguay, Brasil y Argentina, mientras en España, México y EE. UU. ha comenzado la preproducción de varios de sus guiones cinematográficos: 
- El hijo del vecino (dirigida por Toni Bestard)[28]

- Containment (dirigida por Jack Zagha)[29]

- A useless puddle (dirigida por Jack Zagha)[30]
- El padre de todos nosotros (dirigida por David Desola)